# Euaeshnida
Euaeshnida – takson ważek z podrzędu Epiprocta i infrarzędu różnoskrzydłych.

## Morfologia
Ważki te mają głowę o dużych oczach złożonych stykających się pośrodkowo. Ich autapomorfią są wyraźnie nierównoległe w przebiegu druga gałąź żyłki radialnej tylnej i żyłka interradialna druga. Użyłkowanie skrzydła cechuje się u nich ponadto tak jak u Paracymatophlebiidae wyraźnie pofalowaną drugą gałęzią żyłki radialnej tylnej, gałęzią 3/4 tejże żyłki równoległą do żyłki medialnej przedniej aż po krawędź skrzydła. Sektor medialny spłaszczony jest dość prosty i długi, tylko u Eumorbaeschnidae jeszcze nieco nieregularny. Charakterystyczna dla Euaeshnida jest dystalna strona drugiej gałęzi wtórnej żyłki medialnej przedniej w trójkącie dyskoidalnym przynajmniej nieco zakrzywiona lub zagięta. W przednim skrzydle trójkąt dyskoidalny jest silniej wydłużony niż w tylnym. Pętla analna jest w mniejszym lub większym stopniu wydłużona poprzecznie. Tak jak u innych Aeshnida odwłok ma tergity segmentów od trzeciego do ósmego zaopatrzone w bardzo wyraźnie wykształcone podłużne żeberka biegnące przez środek strony grzbietowej.

## Taksonomia
Analogiczny takson jako pierwszy wprowadził Hans Lohmann pod nazwą Palanisoptera, najpierw w nieopublikowanym manuskrypcie z 1995 roku, a następnie w publikacji z 1996 roku. Nazwa Palanisoptera została jednak już w 1991 roku użyta przez Hansa Klausa Pfau dla innego taksonu. Również w 1996 roku przez Güntera Bechly’ego  wprowadzona została nazwa Euaeshnida dla taksonu odpowiadającego Palanispotera Lohmanna oraz nazwa Aeshnomorpha dla taksonu odpowiadającego Palanisoptera Pfau. Euaeshnida zbliżone są też swym zakresem do Aeshninae zdefiniowanych w pracy Richarda A. Muttkowskiego z 1910 roku.
Filogenetyczna systematyka Euaeshnida według pracy Bechly’ego z 2007 roku do rangi rodziny przedstawia się następująco:
- †Eumorbaeschnidae
- Neoaeshnida
  - Gomphaeschnidae
  - Aeshnodea
    - Allopetaliidae
    - Euaeshnodea
      - Brachytronidae
      - Aeshnoidea
        - Telephlebiidae
        - Aeshnidae – żagnicowate